# Philippe Madrelle
Pour les articles homonymes, voir Madrelle.
Philippe Madrelle, né le 21 avril 1937 à Saint-Seurin-de-Cursac (Gironde) et mort le 27 août 2019 à Bordeaux, est un homme politique français.
Membre du Parti socialiste, il est député de la Gironde de 1968 à 1980, président du conseil général de la Gironde entre 1976 et 2015 et sénateur de 1980 à sa mort.

## Biographie

### Origines et famille
Philippe Madrelle est le fils de Jacques Madrelle (1911-2004),, militant de la SFIO, conseiller municipal de la commune de Saint-Seurin-de-Cursac en 1945 puis élu maire en 1947, qui lui insuffle le goût de la politique et du sport. Sa mère est Charlotte Raymond. Il a une sœur, Nicole (1935-2018), et un frère, Bernard (1944-2020).
Il épouse en 1960 Claudine Cottinet, avec qui il a deux garçons : Nicolas, né en 1964, maire de Mombrier et de Carbon-Blanc, conseiller régional de 2010 à 2015, et Jérôme, né en 1970. En secondes noces, Philippe Madrelle épouse en 1989 Jacqueline Durighello, son assistante parlementaire, avec qui il a une fille Julie, née en 1992. Il a également une fille naturelle, Catherine Lachiaile (née en 1977), qu’il fera embaucher au conseil général de la Gironde, ce qui lui vaudra des accusations de népotisme qu’il dément.

### Formation
Après l'école primaire de Saint-Seurin-de-Cursac, Philippe Madrelle est pensionnaire au collège et au lycée de Blaye. Après son baccalauréat, il fait ses premiers pas d'instituteur en 1957 à Cartelègue et Saint-Loubès. Il complète sa formation initiale pour devenir professeur des collèges à partir de 1960. Il enseigne l'anglais à Lesparre-Médoc puis à Ambarès-et-Lagrave où il s'installe avec sa femme.
Sollicité au début des années 1960 par Michel Sainte-Marie, secrétaire des socialistes girondins, il entre en politique quelques années plus tard. Candidat SFIO à 28 ans, il obtient son premier mandat en 1965, en devenant conseiller municipal d'Ambarès-et-Lagrave.

### Parcours politique

#### Député de la Gironde (1968-1980)
Deux ans après avoir été élu conseiller municipal, il est désigné par les socialistes girondins pour briguer la circonscription du Blayais aux législatives de 1967, où son père a une certaine assise politique. Cependant, le secrétaire fédéral, René Cassagne, s'oppose à ce choix et préfère présenter Jacques Baurein, membre de la Convention des institutions républicaines. Pour calmer les remous provoqués par ce revirement, il propose à Philippe Madrelle de devenir son suppléant sur sa circonscription de Bordeaux rive droite, dans laquelle il se représente. René Cassagne est réélu en 1967 et 1968.
Après la mort de René Cassagne, en novembre 1968, Philippe Madrelle devient député de la quatrième circonscription de la Gironde, étant à 31 ans le benjamin de l'Assemblée nationale. Il devient également conseiller général pour le canton de Carbon-Blanc, à la suite d’une élection partielle. Résidant à Carbon-Blanc, il est élu conseiller municipal en 1971 et réélu député en 1973. Adjoint à la mairie de Carbon-Blanc, il est élu maire à la suite de la démission d'André Vignaud-Anglade en 1976, et réélu l'année suivante, à la tête d'une liste d'union de la gauche.
Philippe Madrelle est réélu député de la Gironde en 1978 et deux ans plus tard, en 1980, il est tête de liste socialiste aux sénatoriales en Gironde. Il est élu sénateur, mandat qu'il conserve sans interruption jusqu'à sa mort . Pierre Garmendia lui succède comme député, après une élection partielle.

#### Président du conseil général de la Gironde (1976-1985)
Lorsque François Mitterrand s'installe à la tête du Parti socialiste en 1971, Philippe Madrelle ne lui est pas du tout proche. De même à cette date, seulement député, il ne s’intéresse pas à la vie de la fédération socialiste de Gironde. Ce n'est qu'à partir de 1976 qu'il va s’investir dans la politique départementale et à partir du congrès de Metz de 1979 qu'il s'affiche comme un « mitterrandiste » de stricte observance. Au cantonales de 1976, la gauche s'ancre fortement dans le département, lui offrant la possibilité d'emporter la présidence du conseil général détenu par la droite. Le secrétaire de la fédération socialiste, Michel Sainte-Marie soutient la candidature de Philippe Madrelle contre celle Pierre Lagorce plus âgé.
En mars 1976, Philippe Madrelle est réélu conseiller général de Carbon-Blanc, et devient président de l'institution départementale en succédant à Raymond Brun, à la tête du conseil général depuis 1951.
Avant 1981, le conseil général, malgré son assemblée élue, dépend de la responsabilité directe du préfet, qui en exécute le budget. Pour autant, Philippe Madrelle prend une initiative particulière en créant le Fonds départemental d'aide à l'équipement des communes (FDAEC) en 1977. La Gironde, le Lot, et la Nièvre sont alors les seuls départements à disposer de ce fonds. Dans un souci d'aménagement du territoire, ce fonds est attribué à chaque conseiller général qui, sur son canton, le redistribue aux communes selon leurs projets.
En 1985, la droite ravit sept départements à la gauche, dont la Gironde. Jacques Valade devient président du conseil général.

#### Président du conseil régional d'Aquitaine (1981-1985)
Après l'élection de François Mitterrand à la présidence de la République en mai 1981, Philippe Madrelle soutient très activement l'application des lois de décentralisation de 1982 et 1983.
Il est élu président de la région Aquitaine par ses pairs en 1981, et contribue à poser les bases d'une région décentralisée avec une équipe jeune réunie dans son cabinet : Alain Anziani, Alain Rousset, Gilles Savary...
En avril 1985, consécutivement à la perte de la présidence du conseil général, le siège de président de région de Philippe Madrelle est menacé. En effet, l'égalité est parfaite entre les voix du bloc de droite et du bloc de gauche. Jacques Chaban-Delmas accède à la présidence grâce à une voix de gauche, celle de Jacques Jacques Étourneau, maire socialiste de Bassens sur la rive droite, qui a voté par hostilité et opposition à Philippe Madrelle. L'année suivante en 1986, dans le mouvement d'alternance nationale, et lors des premières élections au suffrage universel des conseillers régionaux, la région Aquitaine reste à droite et Jacques Chaban-Delmas conserve la présidence. Philippe Madrelle est élu conseiller régional, siège qu'il conserve jusqu'en 1989.

#### Président du conseil général de la Gironde (1988-2015)
Au printemps 1988, après trois ans passés dans l'opposition, il est de nouveau élu président du conseil général de la Gironde. Il lance les contrats de développement social urbain (CDSU) et rural (CDSR) qui viennent soutenir les communes dans l'accompagnement de leurs quartiers sensibles, et des zones rurales fragilisées.
En 1993, à la suite du décès du sénateur Marc Boeuf et de la défection de Joëlle Dusseau, la gauche perd sa courte majorité au conseil général. Philippe Madrelle reste président, mais choisit la cohabitation, inédite au département, six mois avant les nouvelles élections cantonales de 1994 que les socialistes remportent avec un avantage de trois sièges.
Philippe Madrelle s'emploie dès lors à conforter la majorité départementale. Dans la foulée des législatives anticipées de 1997, qui voient la gauche remporter 9 circonscriptions sur 11, le conseil général conforte l'avance de la gauche et du Parti socialiste aux élections cantonales de 1998 avec onze sièges. Après un léger recul aux élections cantonales de 2001, la majorité est renforcée en 2004, 2008, et 2011. En 2014, le conseil général de la Gironde compte 50 conseillers généraux de gauche (47 socialistes, trois communistes) et 13 du centre et de droite.
Il ne se représente pas aux élections départementales de 2015.

##### La «Madrellie»
Figure politique du département de la Gironde, Philippe Madrelle à occupé successivement et parfois de manière simultanée de nombreux mandats locaux et nationaux. La presse locale et certains de ses opposants parlaient alors de ce fief comme de la « Madrellie ». Des élus, au premier rang desquels son frère Bernard Madrelle, y étaient alors apparentés, à l'instar d'Alain Rousset, d'Alain Anziani et de Philippe Plisson.

#### Sénateur de la Gironde (1980-2019)
Philippe Madrelle est élu sénateur de la Gironde le 28 septembre 1980. Il est réélu le 24 septembre 1989, le 27 septembre 1998, le 21 septembre 2008 et le 28 septembre 2014. À partir du 1er octobre 2017, il est le doyen d’âge du Sénat, ayant succédé à Serge Dassault. Il indique ne pas souhaiter se représenter à l’échéance de son mandat sénatorial, en 2020. Il meurt des suites d'un cancer, le 27 août 2019 à Bordeaux,.

## Détail des mandats
- Sénateur (1980-2019)
- Député (1968-1980)
- Président du conseil régional d'Aquitaine (1981-1985)
- Conseiller régional d'Aquitaine (1986-1989)
- Président du conseil général de la Gironde (1976-1985 et 1988-2015)
- Conseiller général de la Gironde (1968-2015)
- Maire de Carbon-Blanc (1976-2001)

## Décoration
Chevalier de la Légion d’Honneur (1994)